# Broken (série télévisée)
Pour les articles homonymes, voir Broken.
Broken est un documentaire d'investigation américain de 2019 sur Netflix. La série a été produite par Zero Point Zero Production. La série se compose de quatre épisodes - dont deux ont été dirigés par Sarah Holm Johansen et deux par Steve Rivo. La série est sortie le 27 novembre 2019. Chaque épisode traite d'une industrie et montre des entrevues avec des fabricants, des distributeurs et d'autres personnes impliquées dans le processus. Il met également en évidence plusieurs affaires pénales engagées contre ces personnes.

## Épisodes
- "Makeup Mayham", Steve Rivo
- "Big Vape", Sarah Holm Johansen
- "Deadly Dressers", Steve Rio
- "Recycling Sham", Sarah Holm Johansen

## Accueil
La réaction à la série a été relativement positive. Il est loué pour ses récits convaincants et centrés sur l'humain, mais critiqué pour se concentrer sur des problèmes particuliers plutôt que pour fournir des explications à des problèmes plus larges de l'industrie, ou pour donner au spectateur des réponses quant aux marques et produits qui ne sont pas affectés par les problèmes présentés par la série.